# Chalabre
Chalabre är en kommun i departementet Aude i regionen Occitanien  i södra Frankrike. Kommunen ligger  i kantonen Chalabre som ligger i arrondissementet Limoux. År 2022 hade Chalabre 1 115 invånare.

## Befolkningsutveckling
Antalet invånare i kommunen Chalabre
Referens: INSEE

## Galleri

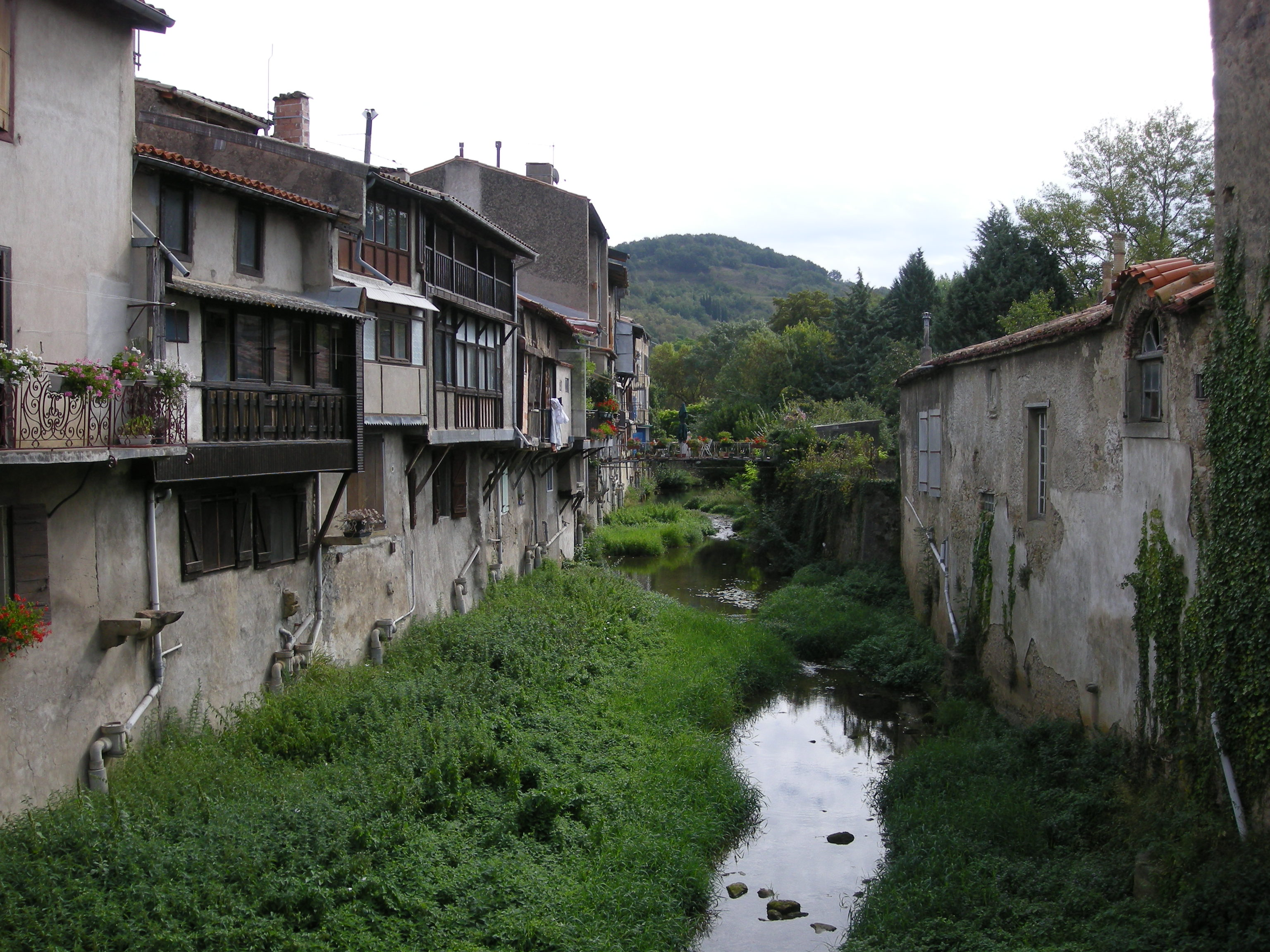